# Kobaki
Kobaki (ukr. Кобаки)  – wieś na Ukrainie, w rejonie kosowskim obwodu iwanofrankiwskiego.
W okresie międzywojennym w składzie powiatu kosowskiego województwa stanisławowskiego. W miejscowości stacjonowała placówka Straży Celnej „Kobaki”, a potem placówka Straży Granicznej I linii „Kobaki”. 
W marcu 1944 r. nacjonaliści ukraińscy z OUN-UPA zamordowali 35 Polaków.